# Bahnstrecke Chorzów–Radzionków
| Streckennummer: | 145                  |                                                                            |                                                                            |
| Streckenlänge: | 19,956 km            |                                                                            |                                                                            |
| Spurweite: | 1435 mm (Normalspur) |                                                                            |                                                                            |
| Streckengeschwindigkeit: | 50 km/h              |                                                                            |                                                                            |
| |                      |                                                                            |                                                                            |
| \| \| \| von Chorzów Miasto (Königshütte (Oberschles.) Stsbf) \| \| \| \| \| von Siemianowice Śląskie (Laurahütte) \| \| \| \| 0,571 \| Chorzów Stary (Chorzow, 1943: Königshütte (Oberschles) Ost) \| 292 m \| \| \| \| nach Bytom (Beuthen) \| \| \| \| \| Schmalspurbahn Maciejkowice–Bytom \| \| \| \| \| Oberschlesische Sandbahn \| \| \| \| \| Landesstraße 94 \| \| \| \| \| Schmalspurbahn Bytom–Bytom Karb \| \| \| \| \| Bytom–Bytom Karb \| \| \| \| \| Beuthen West \| \| \| \| 5,746 \| Dąbrówka Wielka (1943: Groß Dombrowka) \| 282 m \| \| \| \| von Dąbrowa Górnicza Ząbkowice \| \| \| \| 7,650 \| Brzeziny Śląskie (1943: Birkenhain (Oberschles)) \| 285 m \| \| \| \| Oberschlesische Sandbahn und Schmalspurbahn Maciejkowice–Piekary Śl. Wąsk. \| \| \| \| \| von der Kohlengrube „Julian“ \| \| \| \| \| Abzweig JuP \| \| \| \| \| Schmalspurbahn Bytom Rozbark–Piekary Śląskie Wąskotorowe \| \| \| \| 11,072 \| Piekary Śląskie (1943: Deutsch Piekar Hp) \| 283 m \| \| \| \| Autobahn 1 \| \| \| \| \| Anschluss \| \| \| \| \| \| \| \| \| 12,804 \| Piekary Śląskie Szarley (Scharley, 1943: Deutsch Piekar) \| 290 m \| \| \| \| Anschlüsse \| \| \| \| 15,710 \| Radzionków Rojca (Neu Radzionkau) \| 283 m \| \| \| \| von Bytom (Beuthen) \| \| \| \| 17,525 \| Radzionków (Radzionkau) \| 311 m \| \| \| \| nach Tarnowskie Góry (Tarnowitz; Kohlenmagistrale) \| \| |                      |                                                                            |                                                                            |
| Strecke |                      | von Chorzów Miasto (Königshütte (Oberschles.) Stsbf)                       | von Chorzów Miasto (Königshütte (Oberschles.) Stsbf)                       |
| Abzweig geradeaus und von rechts |                      | von Siemianowice Śląskie (Laurahütte)                                      | von Siemianowice Śląskie (Laurahütte)                                      |
| Bahnhof | 0,571                | Chorzów Stary (Chorzow, 1943: Königshütte (Oberschles) Ost)                | 292 m                                                                      |
| Strecke von links (außer Betrieb) · Abzweig geradeaus, ehemals nach links und ehemals nach rechts · Strecke von rechts (außer Betrieb) |                      | nach Bytom (Beuthen)                                                       | nach Bytom (Beuthen)                                                       |
| Kreuzung geradeaus oben (Strecken außer Betrieb) · Strecke (außer Betrieb) |                      | Schmalspurbahn Maciejkowice–Bytom                                          | Schmalspurbahn Maciejkowice–Bytom                                          |
| Kreuzung geradeaus unten (Strecke geradeaus außer Betrieb) · Strecke (außer Betrieb) |                      | Oberschlesische Sandbahn                                                   | Oberschlesische Sandbahn                                                   |
| Strecke mit Straßenbrücke (Strecke außer Betrieb) · Strecke (außer Betrieb) |                      | Landesstraße 94                                                            | Landesstraße 94                                                            |
| Strecke (außer Betrieb) · Kreuzung geradeaus oben (Strecke geradeaus außer Betrieb) |                      | Schmalspurbahn Bytom–Bytom Karb                                            | Schmalspurbahn Bytom–Bytom Karb                                            |
| Strecke (außer Betrieb) · Kreuzung geradeaus oben (Strecke geradeaus außer Betrieb) |                      | Bytom–Bytom Karb                                                           | Bytom–Bytom Karb                                                           |
| Strecke (außer Betrieb) · Bahnhof (Strecke außer Betrieb) |                      | Beuthen West                                                               | Beuthen West                                                               |
| Haltepunkt / Haltestelle (Strecke außer Betrieb) · Strecke (außer Betrieb) | 5,746                | Dąbrówka Wielka (1943: Groß Dombrowka)                                     | 282 m                                                                      |
| Abzweig geradeaus und von rechts (Strecke außer Betrieb) · Strecke (außer Betrieb) |                      | von Dąbrowa Górnicza Ząbkowice                                             | von Dąbrowa Górnicza Ząbkowice                                             |
| Betriebs-/Güterbahnhof Strecke bis hier außer Betrieb · Strecke (außer Betrieb) | 7,650                | Brzeziny Śląskie (1943: Birkenhain (Oberschles))                           | 285 m                                                                      |
| Kreuzung geradeaus oben (Querstrecke außer Betrieb) · Strecke (außer Betrieb) |                      | Oberschlesische Sandbahn und Schmalspurbahn Maciejkowice–Piekary Śl. Wąsk. | Oberschlesische Sandbahn und Schmalspurbahn Maciejkowice–Piekary Śl. Wąsk. |
| Abzweig geradeaus und von rechts · Strecke (außer Betrieb) |                      | von der Kohlengrube „Julian“                                               | von der Kohlengrube „Julian“                                               |
| ehemalige Blockstelle · Strecke (außer Betrieb) |                      | Abzweig JuP                                                                | Abzweig JuP                                                                |
| Kreuzung geradeaus oben (Querstrecke außer Betrieb) · Strecke (außer Betrieb) |                      | Schmalspurbahn Bytom Rozbark–Piekary Śląskie Wąskotorowe                   | Schmalspurbahn Bytom Rozbark–Piekary Śląskie Wąskotorowe                   |
| ehemaliger Haltepunkt / Haltestelle · Strecke (außer Betrieb) | 11,072               | Piekary Śląskie (1943: Deutsch Piekar Hp)                                  | 283 m                                                                      |
| Brücke · Strecke (außer Betrieb) |                      | Autobahn 1                                                                 | Autobahn 1                                                                 |
| Abzweig geradeaus und von links · Strecke (außer Betrieb) |                      | Anschluss                                                                  | Anschluss                                                                  |
| Strecke nach links · Abzweig von rechts und ehemals von links · Strecke nach rechts (außer Betrieb) |                      |                                                                            |                                                                            |
| Dienststation / Betriebs- oder Güterbahnhof | 12,804               | Piekary Śląskie Szarley (Scharley, 1943: Deutsch Piekar)                   | 290 m                                                                      |
| Abzweig geradeaus und nach links |                      | Anschlüsse                                                                 | Anschlüsse                                                                 |
| ehemaliger Haltepunkt / Haltestelle | 15,710               | Radzionków Rojca (Neu Radzionkau)                                          | 283 m                                                                      |
| Abzweig geradeaus und von links |                      | von Bytom (Beuthen)                                                        | von Bytom (Beuthen)                                                        |
| Bahnhof | 17,525               | Radzionków (Radzionkau)                                                    | 311 m                                                                      |
| Strecke |                      | nach Tarnowskie Góry (Tarnowitz; Kohlenmagistrale)                         | nach Tarnowskie Góry (Tarnowitz; Kohlenmagistrale)                         |

Die Bahnstrecke Chorzów–Radzionków ist eine teilweise noch im Güterverkehr betriebene, teilweise stillgelegte Eisenbahnstrecke in der polnischen Woiwodschaft Schlesien.

## Verlauf und Zustand
Die Strecke beginnt seit 1925 im Bahnhof Chorzów Stary (Chorzow/Königshütte (Oberschles) Ost; km 0,571) an der Bahnstrecke Chorzów–Tczew und verläuft nordwärts über Brzeziny Śląskie (Birkenhain; km 7,650), ehemals Endpunkt der Bahnstrecke Dąbrowa Górnicza Ząbkowice–Brzeziny Śląskie, den Abzweig JuP, an dem die Anschlussbahn von der Kohlengrube „Julian“ auftrifft, den ehemaligen Haltepunkt Piekary Śląskie (Deutsch Piekar Hp; km 11,072) und Piekary Śląskie Szarlej (Scharley/Deutsch Piekar; km 12,884) nach Radzionków (Radzionkau; km 17,525), wiederum an der Bahnstrecke Chorzów–Tczew. 
Die Strecke ist nicht elektrifiziert und nicht mehr zweigleisig, zwischen Chorzów Stary und dem Kilometer 6,600 unbefahrbar, dann bis zum Kilometer 13,300 mit zwanzig, dann mit fünfzig Kilometern pro Stunde zu befahren.
Bis 1925 verlief die Strecke von Chorzow über Beuthen West nach Scharley.

## Geschichte
Die alte Strecke Chorzow–Beuthen West–Scharley–Radzionkau wurde am 15. November 1868 von der Rechten Oderufer-Eisenbahn eröffnet. Nach den oberschlesischen Aufständen und der Volksabstimmung in Oberschlesien wurde Ostoberschlesien Polen zugeschlagen, aber sowohl die Strecke Chorzow–Beuthen (Oberschles.) Hbf–Radzionkau als auch die Strecke Chorzow–Beuthen West–Radzionkau verliefen teilweise auf deutschem Gebiet. Deshalb wurde letztere  zum 5. November 1925 nach Osten verlegt, sodass sie nicht mehr über das deutsche Beuthen, sondern über das polnische Brzeziny Śląskie führte, sie wurde zweigleisig eröffnet, der weiterhin benutzte Abschnitt Szarlej–Radzionków zweigleisig ausgebaut. Nach der Besetzung Polens 1939 kam die Strecke zur Deutschen Reichsbahn.
Seit dem Zweiten Weltkrieg verläuft die Strecke Chorzów Stary–Bytom–Radzionków über komplett polnisches Gebiet. Auf der Bahnstrecke Chorzów–Brzeziny Śląskie–Radzionków wurde am 1. April 1968 zwischen Chorzów Stary und Brzeziny Śląskie der Personenverkehr eingestellt, am 29. Mai 1976 auf der Reststrecke. Das zweite Gleis wurde zwischen 1945 und 2002 außer Betrieb genommen, und heute ist nur noch der Abschnitt Brzeziny Śląskie–Radzionków befahrbar.